# Tynda (stad)

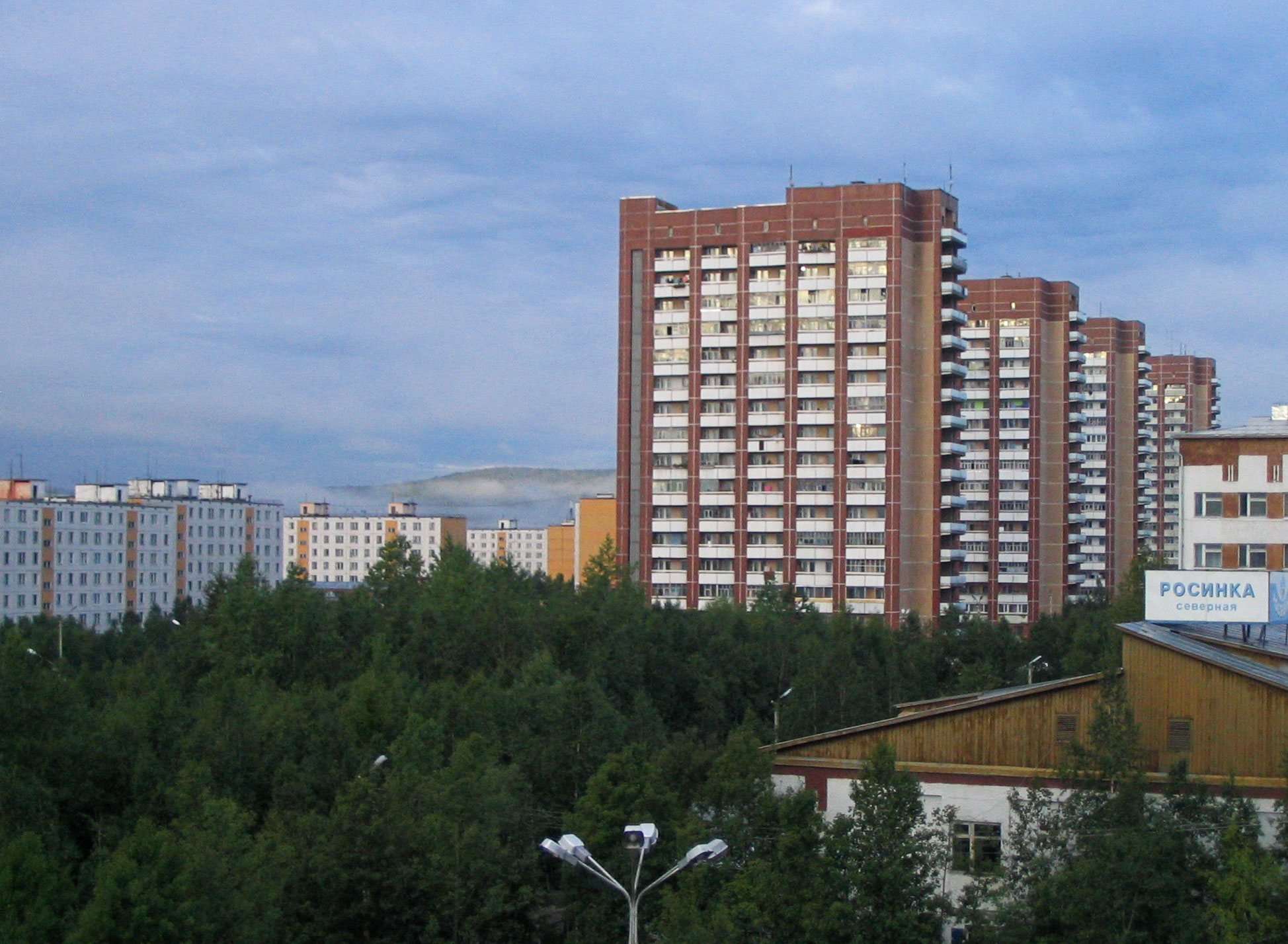
Flatgebouwen van 15 etages in Tynda uit 1986

Tynda (Russisch: Тында) is een stad in de Russische oblast Amoer. De stad heeft binnen de oblast de status van gorodskoj okroeg en vormt tevens het bestuurlijk centrum van het omliggende district Tyndinski. De stad wordt beschouwd als de 'hoofdstad' van de Spoorlijn Baikal-Amoer (BAM) en is een typische monogorod.

## Geografie
Tynda ligt ten zuiden van het Stanovojgebergte in Oost-Siberië op 839 kilometer ten noordwesten van Blagovesjtsjensk en per spoor ongeveer 6700 kilometer van Moskou (hemelsbreed ongeveer 5100 kilometer). De stad ligt op een hoogte van ruim 500 meter aan de gelijknamige rivier de Tynda, die iets oostelijker uitmondt in de Giljoej en onderdeel vormt van het stroomgebied van de Amoer.
De stad ligt grotendeels in de taiga. Binnen de stad groeien planten als berken, coniferen, lijsterbessen, populieren, vogelkersen en wilgen.

### Klimaat
Tynda vormt onderdeel van de regio's die gelijkgesteld worden met het Russische Noorden. De stad ligt in een gebied met een koelsubarctisch klimaat (Köppen: Dwc) met kenmerken van de moesson. De zomers zijn warm, maar kort en de winters droog en streng.
| Maand                          | jan   | feb   | mrt   | apr   | mei   | jun   | jul   | aug   | sep   | okt   | nov   | dec   | Jaar  |
| ------------------------------ | ----- | ----- | ----- | ----- | ----- | ----- | ----- | ----- | ----- | ----- | ----- | ----- | ----- |
| Hoogste maximum (°C)           | 0,0   | −0,5  | 12,4  | 25,3  | 34,0  | 35,2  | 37,2  | 34,4  | 28,2  | 20,2  | 6,2   | 0,0   | 37,2  |
| Gemiddeld maximum (°C)         | −23,0 | −16,0 | −6,1  | 4,1   | 13,9  | 22,1  | 24,3  | 21,5  | 13,7  | 1,4   | −13,7 | −23,4 | 1,6   |
| Gemiddelde temperatuur (°C)    | −29,0 | −23,8 | −14,0 | −2,1  | 7,3   | 14,8  | 17,4  | 14,4  | 6,6   | −5,3  | −20,1 | −28,6 | −5,1  |
| Gemiddeld minimum (°C)         | −35,1 | −32,0 | −23,5 | −10,1 | −0,7  | 6,6   | 10,0  | 7,1   | −0,4  | −12,5 | −26,8 | −34,0 | −12,5 |
| Laagste minimum (°C)           | −50,0 | −49,0 | −42,2 | −35,0 | −12,8 | −3,9  | −1,1  | −6,0  | −15,0 | −32,5 | −45,0 | −48,9 | −50   |
|                                |       |       |       |       |       |       |       |       |       |       |       |       |       |
| Neerslag (mm)                  | 11,4  | 11,9  | 19,7  | 38,3  | 74,7  | 125,2 | 123,3 | 143,4 | 76,4  | 42,8  | 23,4  | 19,5  | 710   |
| Relatieve luchtvochtigheid (%) | 75,2  | 68,1  | 62,4  | 58,3  | 59,1  | 66,4  | 74,9  | 77,9  | 72,5  | 71,2  | 76,6  | 76,2  | 69,9  |
| Bron:                          |       |       |       |       |       |       |       |       |       |       |       |       |       |

## Geschiedenis

### Naam
De naam Tynda is afkomstig van de rivier en wordt soms verklaard vanuit het Evenkse woord tenda (тэнда), waarvan de stam ten- zoiets als "vlakke (berg)pas", "bos op een vlakke waterscheiding" of "terrasachtige oever" betekent en de afleiding tendi "kustachtig" aanduidt. Omdat deze uitleg niet geheel overtuigend was, wordt het woord ook wel verklaard vanuit de periode van de Siberische goldrush in het Zeja-Amoerbekken (tweede helft 19e eeuw) toen de plek in gebruik was als rustplaats voor herten, die werden ingezet in spannen voor het transport in die regio in die tijd. Het woord zou dan "het bevrijden van de herten van hun span" kunnen betekenen.

### Ontstaan
Tynda wordt voor het eerst genoemd in augustus 1918 als een winternederzetting met de naam Skaroeba (Шкаруба). Het vormde een rustplaats voor reizigers van en naar de goudgebieden in de buurt van de plaats en een overslagstation voor goud (in de oblast Amoer bevindt zich 30% van de bewezen Russische goudreserves). In die tijd werd het transport veelal verricht met kamelen, daar deze beter aangepast waren aan het koude klimaat dan paarden. De Sovjets hadden in de begindagen, mede doordat de witten al het goud hadden meegenomen uit de bankkluizen, een groot gebrek aan goud en zetten dan ook meteen na de Russische Burgeroorlog in op een grootschalige ontwikkeling van de goudwinning. Hierdoor was Tyndinski (zoals het bekend werd), dat op een kruispunt van wegen naar de mijnen lag, tot 1926 het centrum voor de overslag van goud.

### Aanleg van de BAM: eerste fase
In 1925 werd door de Sovjetleiders ingezet op een grote migratie van de bevolking naar de regio's van Wolga, Siberië en het Verre Oosten, wat in de oblast Amoer onder andere betekende dat een weg van de Amoer naar Jakoetsk werd aangelegd, van de industriegebieden in Jakoetië naar de Trans-Siberische spoorlijn, waarbij de weg werd aangelegd langs Tyndinski. In 1928 kreeg Tyndinski de status van arbeidersnederzetting als steunpunt aan deze weg. Tegelijkertijd werden er ook plannen gemaakt voor de BAM en de Spoorlijn Amoer-Jakoetsk (AJAM), de spoorlijn naar Jakoetsk. De AJAM en de BAM werden door Goelagdwangarbeiders van de Bamlag aangelegd in de jaren 1930, waarbij ongeveer 150.000 gevangenen omkwamen. In 1937 werd de spoorweg voltooid tot Tyndinski.
In de jaren 1930 en 1940 kreeg de plaats enige voorzieningen zoals een kleine elektriciteitscentrale en een middelbare school. In de oorlogsjaren werd een groot deel van de reeds aangelegde delen van de BAM weer opgerold voor gebruik in toevoerlijnen naar Stalingrad. Na de oorlog werd het werk aan de BAM voortgezet met dwangarbeid door Duitse en Japanse krijgsgevangenen, maar toen Stalin in 1953 plotseling stierf en de Goelag miljoenen werkslaven liet gaan, werd het werk aan de BAM stilgelegd.

### Tweede fase van de BAM
In de jaren 1970, toen de aardolie- en aardgasindustrie voor een grote stroom aan valuta zorgden, werd een tweede bouwperiode ingezet voor de BAM. In januari 1972 werd het bouwbedrijf Bamstrojpoet opgezet en arriveerden de eerste arbeiders voor de bouw van de Baikal-Amoerspoorlijn. Dit waren veelal vrijwilligers van de Komsomol, die werden gelokt door de hoge lonen en goede arbeidsvoorwaarden die hen in het vooruitzicht werden gesteld. In 1974 kwam het bevel tot de aanleg van de ruim 4.200 kilometer lange spoorlijn en stroomden arbeiders uit heel de unie naar de stad. Omdat er nog maar weinig appartementen complexen waren werden de meesten van hen tijdelijk ondergebracht in units, die echter zeer oncomfortabel waren als de temperatuur in de winter daalde tot -40 °C (in de winter van '78/'79 zelfs tot -56 °C). De eerste huizen werden in 1975 gebouwd, maar velen zouden nog jaren moeten doorbrengen in hun provisorische onderkomens. De nieuwe huizen waren berekend op aardbevingen tot 9 op de schaal van Richter, daar de BAM zich in een seismisch actieve zone bevindt. In 1975 kreeg de plaats ook de status van stad en tegenwoordig is het bestuur van de BAM er gevestigd.
Begin jaren 1980 was de stad gegroeid tot meer dan 60.000 inwoners. Met een gemiddelde leeftijd van 25 was het een zeer jonge stad, waar ook veel kinderen werden geboren (in 1983 1500 oftewel 24 per 1000 inwoners en in 1987 zelfs 2200). Er werden scholen gebouwd voor de duizenden kinderen in de stad; de eerste basisschool in 1977 en de eerste grote kleuterschool in 1979. Op 7 juni van dat jaar arriveerde ook de eerste trein uit Moskou en werd een spoordienst ingezet voor reizen naar de hoofdstad. In 1981 werden vele wegen in de stad geasfalteerd en werden pleinen en groenstroken aangelegd. In de stad kwamen vooral Slaven te wonen. Begin 21e eeuw bestond 73% uit Russen, 11% uit Oekraïners 2,2% uit Wit-Russen en bevonden zich er verder onder andere minderheden Basjkieren, Tataren, Azerbeidzjanen, Mordvienen, Tsjoevasjen en Duitsers.

### Neergang
Nadat president Michail Gorbatsjov de financiering drastisch inperkte, de Sovjet-Unie uiteen viel en de crisisjaren 1990 voor een grote val van de economie zorgden, verlieten tienduizenden inwoners de stad.

## Economie
De stad heeft enige voedingsmiddelenindustrie (brood, vlees en melk) en houtindustrie. Er bevindt zich een regionale luchthaven; luchthaven Tynda. Tynda is de "hoofdstad" van de BAM-spoorlijn. Deze spoorlijn passeert Tynda iets ten noordoosten van de stad. Er is een verbinding met de Trans-Siberische spoorlijn, bij Skovorodino. De Spoorlijn Amoer-Jakoetsk loopt door tot vlak voor de stad Jakoetsk.
In de omgeving rond de stad wonen vooral Evenken, die zich bezighouden met rendierhouderijen en de handel in bont, dieren, vissen en handwerken. De Evenkse jeugd gaat echter steeds meer leven als de Russen.

## Noord-Koreaans kamp
Nabij Tynda bevindt zich een groot werkkamp (gesloten voor buitenstaanders) waar Noord-Koreanen werken in de bosbouw. Zij krijgen hiervoor een klein loon, maar moeten ook geld afdragen aan de Noord-Koreaanse staatsbedrijven die voor hen verantwoordelijk zijn. Om er te mogen werken moeten arbeiders over een goede lichamelijke conditie bezitten en een gezin hebben, dat in Noord-Korea achterblijft als onderpand om hen te weerhouden te vluchten.
Tot het begin van de 21e eeuw was er een kamp voor Noord-Koreaanse dwangarbeiders, die hier werkten om zo de staatsschuld van dit land aan Rusland terug te kunnen betalen. Het kamp had een eigen Koreaanse bewakingsdienst met leden van de Koreaanse veiligheidsdienst Powibo, die verantwoordelijk was voor het oppakken van gevluchte gevangenen. Nu wordt dit gedaan door de Russische politie.

## Bevolking
De bevolking bestaat hoofdzakelijk uit Russen, Oekraïners en Wit-Russen.
|                              |
| ■ Volkstellingen ■ Schatting |

## Cultuur
In de stad bevindt zich een museum over de bouwperiode van het centrale deel van de BAM (opgericht in 1977).

## Partnersteden
- Wenatchee (Verenigde Staten)